# Солнечное затмение 30 апреля 2060 года
Солнечное затмение 30 апреля 2060 года — полное солнечное затмение 139 сароса, которое можно будет наблюдать на территории России. Предыдущее затмение на территории России можно увидеть 9 апреля 2043 года; следующее полное солнечное затмение будет приблизительно через год 20 апреля 2061 года.
Затмение начнётся у берегов Бразилии, пройдёт по Атлантическому океану, затем вступит на территорию Африки, затем полное затмение будет наблюдаться в таких странах как: Кот-д’Ивуар, Гана, Того, Бенин, Нигерия, Нигер, Чад, Ливия, Египет, Кипр, Турция, Армения, Грузия, Азербайджан. Затем тень наконец выйдет на территорию России, село Куруш на юге Дагестана станет основным пунктом наблюдения полной фазы затмения для жителей России. Также затмение будет наблюдаться в Средней Азии и Китае.
Основные населённые пункты, где можно будет наблюдать полное затмение
| Населенный пункт | Время UTC | Η     | Длительность |
| ---------------- | --------- | ----- | ------------ |
| Абиджан          | 08:52:28  | 39,8° | 3 м 55 с     |
| Джалу            | 10:11:04  | 75,3° | 4 м 41 с     |
| Сиди-Баррани     | 10:23:18  | 73,3° | 5 м 14 с     |
| Никосия          | 10:41:42  | 66,1° | 4 м 31 с     |
| Адана            | 10:47:05  | 63,0° | 4 м 33 с     |
| Газиантеп        | 10:50:45  | 61,3° | 4 м 44 с     |
| Малатья          | 10:53:22  | 59,5° | 3 м 56 с     |
| Ереван           | 11:04:28  | 52,9° | 3 м 54 с     |
| Куруш            | 11:09:44  | 49,4° | 1 м 58 с     |
| Баку             | 11:12:33  | 47,9° | 4 м 01 с     |
| Нукус            | 11:24:45  | 38,2° | 3 м 24 с     |
| Дашогуз          | 11:25:29  | 38,0° | 3 м 57 с     |
| Шымкент          | 11:34:16  | 29,3° | 3 м 32 с     |